# Mauretania (schip, 1907)
De RMS Mauretania was een 240-meter lange lijnschip, gebouwd door Swan, Hunter & Wigham Richardson in Newcastle upon Tyne in 1905 en officieel gedoopt op 20 januari 1906.  Ze was het zusterschip van de Lusitania en toentertijd het grootste en snelste schip ter wereld, voornamelijk dankzij haar revolutionaire nieuwe, door stoomturbines aangedreven schroeven. Er was aan boord plaats voor 2165 passagiers en 802 bemanningsleden. In 1911 verloor ze haar titel als grootste schip ter wereld aan de "RMS Olympic".
Haar maidentrip begon op 16 november 1907, en later die maand brak ze het record voor de snelste oostwaartse oversteek van de Atlantische Oceaan met een gemiddelde snelheid van 44 kilometer per uur, waarmee ze de begeerde Blauwe wimpel won. In 1909 brak ze ook het record van de westwaartse oversteek; met gemiddeld 48.3 kilometer per uur zou ze tot 1929 de snelste blijven.
Cunard Line, de eigenaar van de Mauretania, liet haar na een laatste reis van New York naar Southampton in september 1934 uit de vaart nemen. Het meubilair werd op een veiling verkocht en in de zomer van 1935 werd het schip in Rosyth gesloopt.